# Cubavisión Internacional
Cubavisión Internacional est la version satellitaire de la principale chaîne de télévision nationale cubaine, Cubavisión. 
Placée sous la tutelle de l’institut cubain de radio-télévision (organisme d'état dépendant du ministère des communications), elle diffuse des programmes à caractère généraliste (bulletins d'informations, séries télévisées, programmes éducatifs, dessins animés mais aussi communiqués spéciaux du gouvernement ou du parti communiste cubain) ainsi que des émissions spécifiques destinées aux communautés cubaines installées à l'étranger ou des émissions mettant en valeur le patrimoine et les infrastructures touristiques de l'île.

## Présentation
Créée le 26 juillet 1986 (date anniversaire de la prise de la caserne de la Moncada), elle diffuse essentiellement en espagnol (émissions ponctuelles en anglais). 
Elle est reprise par le réseau de satellites américain Panamsat depuis 2003, ce qui lui permet de couvrir l'Amérique du Nord, l'Amérique latine et les Caraïbes. 
Depuis 2005, elle émet également à destination de l'Europe et de l'Afrique du Nord par l'intermédiaire des satellites Astra (19.2° est) et Hispasat. 
Deux ans plus tard, elle étend sa diffusion à la région Asie-Pacifique grâce au satellite Asiasat 2 (100.5° ouest).